# 虎形山人防公园

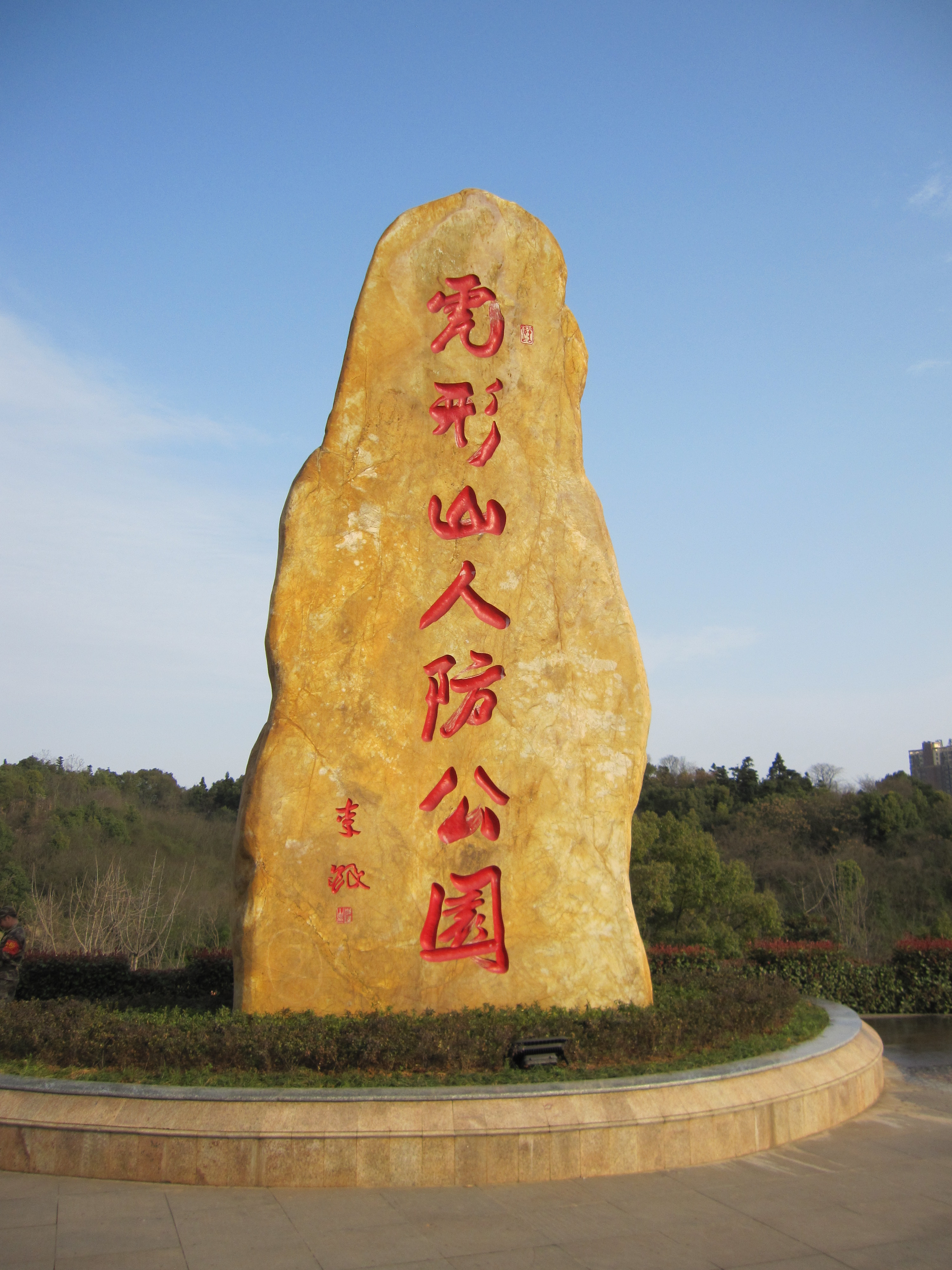

虎形山人防公园，位于湖南省衡阳市石鼓区，是清南省第一座人防平战结合主题公园。

## 位置与面积
虎形山人防公园占地面积311.8亩，位于石鼓收费站下高速进市区的路边。

## 景观
虎形山人防公园在游步道两旁建设了“百部兵书道”、“百项防护知识区”、“百年空袭灾难警示墙”、“百将爱国诗林”、“百名衡阳军事人物风云录”。
- 国旗和吊桥
- 衡阳市人防疏散基地石碑
- 公园旁边的建筑楼
- 湖上的清溢亭
- 清溢亭正景
- 公园的吊桥
- 虎形山的道路
- 虎形山的道路
- 民防广场
- 民防广场
- 平合广场
- 人防展览室
- 李益《听晓角》诗刻
- 人防公园赋
- 神宇亭
- 长廊

## 部分碑刻全文
- 空袭灾难警示墙正文

- 民防广场介绍正文

- 防灾知识墙正文

- 人防公园赋全文